# Cymatyka

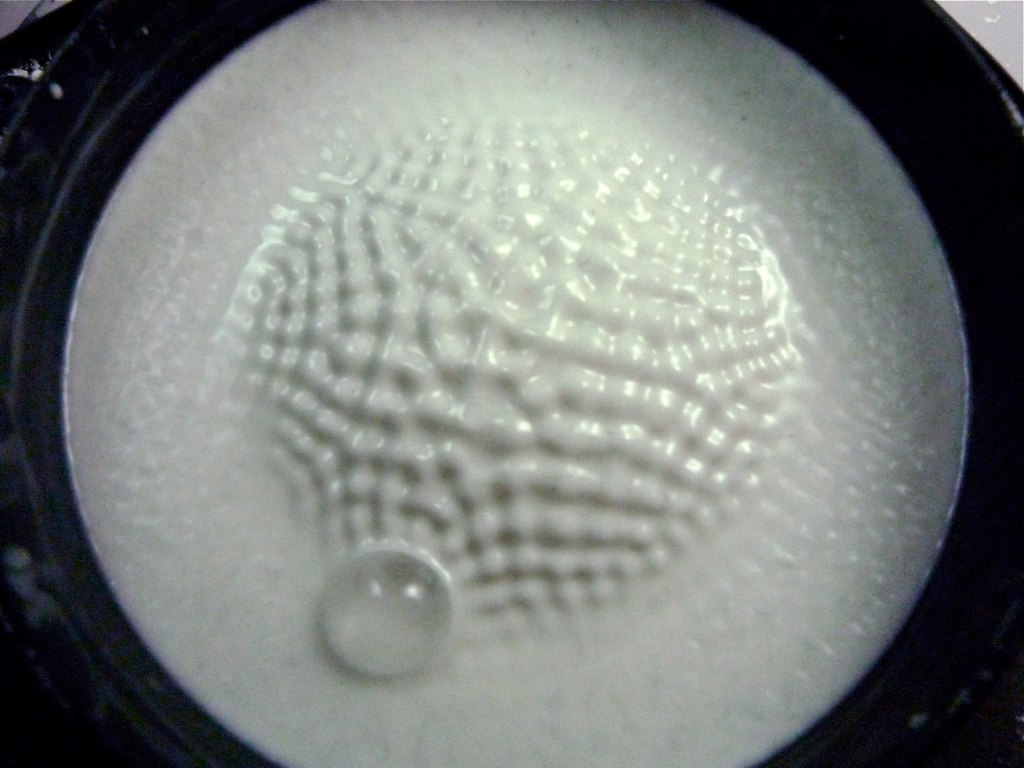
Roztwór skrobi kukurydzianej i wody pod wpływem drgań sinusoidalnych

Cymatyka (gr. κῦμα, kyma – fala) – dział fizyki, konkretniej akustyki, badający kształt fal akustycznych. 
Wzory uzyskuje się zazwyczaj poprzez wprawienie w rezonans płynów, koloidów lub ciał stałych z rozsypanym na powierzchni piaskiem. Kształty wzorów uzależnione są od częstotliwości dźwięku oraz kształtu powierzchni wprawionej w rezonans. Fale przybierają zarówno statyczne kształty geometryczne, jak i dynamiczne formy.

## Historia
Twórcą teorii cymatyki jest Ernst Chladni, który w 1787 roku opublikował książkę Entdeckungen über die Theorie des Klanges (pol. Odkrycia w teorii dźwięku). W książce tej, Chladni opisuje jak piasek rozsypany na powierzchni metalowej płyty układa się pod wpływem określonych częstotliwości dźwięku.